# Liste des matchs de l'équipe de Mongolie de football par adversaire
Cette liste présente les matchs de l'équipe de Mongolie de football par adversaire rencontré.
- Haut – A
- B
- C
- D
- E
- F
- G
- H
- I
- J
- K
- L
- M
- N
- O
- P
- Q
- R
- S
- T
- U
- V
- W
- X
- Y
- Z

## A

### Afghanistan
Confrontations entre la Mongolie et l'Afghanistan :
| Date        | Lieu                              | Match                  | Score | Compétition       |
| 4 mars 2013 | Stade national du Laos, Vientiane | Mongolie - Afghanistan | 0 - 1 | AFC Challenge Cup |

En une confrontation, la Mongolie n'a pas remporté de victoire, contre une pour l'Afghanistan.
| Rang | Équipe      | Pts | J | G | N | P | Bp | Bc | Diff |
| ---- | ----------- | --- | - | - | - | - | -- | -- | ---- |
| 1    | Afghanistan | 3   | 1 | 1 | 0 | 0 | 1  | 0  | +1   |
| 2    | Mongolie    | 0   | 1 | 0 | 0 | 1 | 0  | 1  | -1   |

### Arabie saoudite
Confrontations entre la Mongolie et l'Arabie saoudite :
| Date            | Lieu                                    | Match                      | Score | Compétition                             |
| 8 février 2001  | Prince Mohamed bin Fahd Stadium, Dammam | Arabie saoudite - Mongolie | 6 - 0 | Tours préliminaires à la Coupe du monde |
| 15 février 2001 | Prince Mohamed bin Fahd Stadium, Dammam | Mongolie - Arabie saoudite | 0 - 6 | Tours préliminaires à la Coupe du monde |

En deux confrontations, la Mongolie n'a pas remporté de victoire, contre deux pour l'Arabie saoudite.
| Rang | Équipe          | Pts | J | G | N | P | Bp | Bc | Diff |
| ---- | --------------- | --- | - | - | - | - | -- | -- | ---- |
| 1    | Arabie saoudite | 6   | 2 | 2 | 0 | 0 | 12 | 0  | +12  |
| 2    | Mongolie        | 0   | 2 | 0 | 0 | 2 | 0  | 12 | -12  |

## B

### Bangladesh
Confrontations entre la Mongolie et le Bangladesh :
| Date            | Lieu                                    | Match                 | Score | Compétition                             |
| 12 février 2001 | Prince Mohamed bin Fahd Stadium, Dammam | Mongolie - Bangladesh | 0 - 3 | Tours préliminaires à la Coupe du monde |
| 19 février 2001 | Prince Mohamed bin Fahd Stadium, Dammam | Bangladesh - Mongolie | 2 - 2 | Tours préliminaires à la Coupe du monde |

En deux confrontations, la Mongolie n'a pas remporté de victoire, contre une pour le Bangladesh.
| Rang | Équipe     | Pts | J | G | N | P | Bp | Bc | Diff |
| ---- | ---------- | --- | - | - | - | - | -- | -- | ---- |
| 1    | Bangladesh | 4   | 2 | 1 | 1 | 0 | 5  | 2  | +3   |
| 2    | Mongolie   | 1   | 2 | 0 | 1 | 1 | 2  | 5  | -3   |

### Bhoutan
Confrontations entre la Mongolie et le Bhoutan :
| Date          | Lieu                           | Match              | Score | Compétition                                     |
| 27 avril 2003 | Stade Changlimithang, Thimphou | Bhoutan - Mongolie | 0-0   | Tour préliminaire à la Coupe d'Asie des nations |

En une confrontation, la Mongolie n'a pas remporté de victoire, mais le Bhoutan non plus.
| Rang | Équipe   | Pts | J | G | N | P | Bp | Bc | Diff |
| ---- | -------- | --- | - | - | - | - | -- | -- | ---- |
| 1    | Bhoutan  | 1   | 1 | 0 | 1 | 0 | 0  | 0  | 0    |
| 2    | Mongolie | 1   | 1 | 0 | 1 | 0 | 0  | 0  | 0    |

### Birmanie
Confrontations entre la Mongolie et la Birmanie :
| Date           | Lieu                             | Match               | Score | Compétition                                     |
| 5 avril 2000   | Stade Dongdaemun, Séoul          | Birmanie - Mongolie | 2 - 0 | Tour préliminaire à la Coupe d'Asie des nations |
| 29 juin 2011   | MFF Football Centre, Oulan-Bator | Mongolie - Birmanie | 1 - 0 | Éliminatoires de la Coupe du monde              |
| 3 juillet 2011 | Thuwunna Stadium, Rangoun        | Birmanie - Mongolie | 2 - 0 | Éliminatoires de la Coupe du monde              |

En trois confrontations, la Mongolie a remporté une victoire, contre deux pour la Birmanie.
| Rang | Équipe   | Pts | J | G | N | P | Bp | Bc | Diff |
| ---- | -------- | --- | - | - | - | - | -- | -- | ---- |
| 1    | Birmanie | 6   | 3 | 2 | 0 | 1 | 4  | 1  | +3   |
| 2    | Mongolie | 3   | 3 | 1 | 0 | 2 | 1  | 4  | -3   |

### Brunei

#### Confrontations
Confrontations entre Brunei et la Mongolie :
|   | Date         | Lieu                | Match             | Score | Compétition                                                  |
| - | ------------ | ------------------- | ----------------- | ----- | ------------------------------------------------------------ |
| 1 | 9 juin 2019  | Oulan-Bator         | Mongolie - Brunei | 2-0   | Éliminatoires de la Coupe d'Asie des nations 2023 (1er tour) |
| 2 | 11 juin 2019 | Bandar Seri Begawan | Brunei - Mongolie | 2-1   | Éliminatoires de la Coupe d'Asie des nations 2023 (1er tour) |

#### Bilan
Au 16 juin 2019 :
- Total de matchs disputés : 2
- Victoires de Brunei : 1
- Match nul : 0
- Victoires de la Mongolie : 1
- Total de buts marqués par Brunei : 2
- Total de buts marqués par la Mongolie : 3

## C

### Corée du Nord
Confrontations entre la Mongolie et la Corée du Nord :
| Date            | Lieu                                 | Match                    | Score | Compétition                        |
| 7 mars 2005     | Zhongshan Soccer Stadium, Taïpei     | Corée du Nord - Mongolie | 6 - 0 | Coupe d'Asie de l'Est              |
| 19 juin 2007    | Estádio Campo Desportivo, Taipa      | Corée du Nord - Mongolie | 7 - 0 | Coupe d'Asie de l'Est              |
| 21 octobre 2007 | National Sports Stadium, Oulan-Bator | Mongolie - Corée du Nord | 1 - 4 | Éliminatoires de la Coupe du monde |
| 28 octobre 2007 | Stade Kim Il-sung, Pyongyang         | Corée du Nord - Mongolie | 5 - 1 | Éliminatoires de la Coupe du monde |

En quatre confrontations, la Mongolie n'a pas remporté de victoire, contre quatre pour la Corée du Nord.
| Rang | Équipe        | Pts | J | G | N | P | Bp | Bc | Diff |
| ---- | ------------- | --- | - | - | - | - | -- | -- | ---- |
| 1    | Corée du Nord | 12  | 4 | 4 | 0 | 0 | 22 | 2  | +20  |
| 2    | Mongolie      | 0   | 4 | 0 | 0 | 4 | 2  | 22 | -20  |

### Corée du Sud
Confrontations entre la Mongolie et la Corée du Sud :
| Date         | Lieu                    | Match                   | Score | Compétition                                     |
| 7 avril 2000 | Stade Dongdaemun, Séoul | Corée du Sud - Mongolie | 6 - 0 | Tour préliminaire à la Coupe d'Asie des nations |

En une confrontation, la Mongolie n'a pas remporté de victoire, contre une pour la Corée du Sud.
| Rang | Équipe       | Pts | J | G | N | P | Bp | Bc | Diff |
| ---- | ------------ | --- | - | - | - | - | -- | -- | ---- |
| 1    | Corée du Sud | 3   | 1 | 1 | 0 | 0 | 6  | 0  | +6   |
| 2    | Mongolie     | 0   | 1 | 0 | 0 | 1 | 0  | 6  | -6   |

## G

### Guam
Confrontations entre la Mongolie et le Guam :
| Date            | Lieu                                  | Match           | Score | Compétition                                     |
| 24 février 2003 | Hong Kong Stadium, Hong Kong          | Mongolie - Guam | 2 - 0 | Coupe d'Asie de l'Est                           |
| 25 avril 2003   | Stade Changlimithang, Thimphou        | Guam - Mongolie | 0 - 5 | Tour préliminaire à la Coupe d'Asie des nations |
| 9 mars 2005     | Zhongshan Soccer Stadium, Taïpei      | Mongolie - Guam | 4 - 0 | Coupe d'Asie de l'Est                           |
| 23 juin 2007    | Estádio Campo Desportivo, Taipa       | Mongolie - Guam | 5 - 2 | Coupe d'Asie de l'Est                           |
| 11 mars 2009    | Leo Palace Resort Soccer Ground, Yona | Guam - Mongolie | 1 - 0 | Match amical                                    |
| 23 juillet 2014 | GFA Center Lower Field, Harmon        | Guam - Mongolie | 2 - 0 | Match amical                                    |

En six confrontations, la Mongolie a remporté quatre victoires, contre deux pour le Guam.
| Rang | Équipe   | Pts | J | G | N | P | Bp | Bc | Diff |
| ---- | -------- | --- | - | - | - | - | -- | -- | ---- |
| 1    | Mongolie | 12  | 6 | 4 | 0 | 2 | 16 | 5  | +11  |
| 2    | Guam     | 6   | 6 | 2 | 0 | 4 | 5  | 16 | -11  |

## H

### Hong Kong
Confrontations entre la Mongolie et Hong Kong :
| Date            | Lieu                             | Match                | Score  | Compétition           |
| 28 février 2003 | Hong Kong Stadium, Hong Kong     | Hong Kong - Mongolie | 10 - 0 | Coupe d'Asie de l'Est |
| 5 mars 2005     | Zhongshan Soccer Stadium, Taïpei | Hong Kong - Mongolie | 6 - 0  | Coupe d'Asie de l'Est |

En deux confrontations, la Mongolie n'a pas remporté de victoire, contre deux pour Hong Kong.
| Rang | Équipe    | Pts | J | G | N | P | Bp | Bc | Diff |
| ---- | --------- | --- | - | - | - | - | -- | -- | ---- |
| 1    | Hong Kong | 6   | 2 | 2 | 0 | 0 | 16 | 0  | +16  |
| 2    | Mongolie  | 0   | 2 | 0 | 0 | 2 | 0  | 16 | -16  |

## J

### Japon
Confrontations entre la Mongolie et Japon :
| Date            | Lieu    | Match            | Score | Compétition                                      |
| 10 octobre 2019 | Saitama | Japon - Mongolie | 6-0   | Éliminatories de la Coupe du monde football 2022 |

En deux confrontations, la Mongolie n'a pas remporté de victoire, contre deux pour Japon. 
| Rang | Équipe   | Pts | J | G | N | P | Bp | Bc  | Diff |
| ---- | -------- | --- | - | - | - | - | -- | --- | ---- |
| 1    | Japon    | 21  | 7 | 7 | 0 | 0 | 41 | +40 | +1   |
| 2    | Mongolie | 6   | 8 | 2 | 0 | 6 | 27 | -24 | +51  |

## K

### Koweït
Confrontations entre la Mongolie et le Koweït :
| Date              | Lieu                                  | Match             | Score  | Compétition     |
| 1er décembre 1998 | 700th Anniversary Stadium, Chiang Mai | Mongolie - Koweït | 0 - 11 | Jeux asiatiques |

En une confrontation, la Mongolie n'a pas remporté de victoire, contre une pour le Koweït.
| Rang | Équipe   | Pts | J | G | N | P | Bp | Bc | Diff |
| ---- | -------- | --- | - | - | - | - | -- | -- | ---- |
| 1    | Koweït   | 3   | 1 | 1 | 0 | 0 | 11 | 0  | +11  |
| 2    | Mongolie | 0   | 1 | 0 | 0 | 1 | 0  | 11 | -11  |

### Kirghizistan

#### Confrontations
Confrontations entre la Mongolie et le Kirghizistan :
|   | Date            | Lieu        | Match                   | Score | Compétition                                                         |
| - | --------------- | ----------- | ----------------------- | ----- | ------------------------------------------------------------------- |
| 1 | 15 octobre 2019 | Oulan-Bator | Mongolie - Kirghizistan | 1-2   | Éliminatoires de la Coupe d'Asie des nations 2023 (2e tour - gr. F) |
|   | 4 juin 2020     |             | Kirghizistan - Mongolie | 0-1   | Éliminatoires de la Coupe d'Asie des nations 2023 (2e tour - gr. F) |

#### Bilan
Au 4 juin 2020 :
- Total de matchs disputés : 2
- Victoires de la Mongolie : 1
- Matchs nuls : 0
- Victoires du Kirghizistan : 1
- Total de buts marqués par la Mongolie : 2
- Total de buts marqués par le Kirghizistan : 2

## L

### Laos
Confrontations entre la Mongolie et le Laos :
| Date            | Lieu                              | Match           | Score | Compétition                                      |
| 9 avril 2000    | Stade Dongdaemun, Séoul           | Laos - Mongolie | 2-1   | Tour préliminaire à la Coupe d'Asie des nations  |
| 2 mars 2013     | Stade national du Laos, Vientiane | Laos - Mongolie | 1-1   | AFC Challenge Cup                                |
| 9 novembre 2016 | Kuching                           | Mongolie - Laos | 0-3   | 1er tour (groupe B) de l'AFC Solidarity Cup 2016 |

En trois confrontations, la Mongolie n'a pas remporté de victoires, contre deux pour le Laos.
| Rang | Équipe   | Pts | J | G | N | P | Bp | Bc | Diff |
| ---- | -------- | --- | - | - | - | - | -- | -- | ---- |
| 1    | Laos     | 7   | 3 | 2 | 1 | 0 | 6  | 2  | +4   |
| 2    | Mongolie | 1   | 3 | 0 | 1 | 2 | 2  | 6  | -4   |

## M

### Macao
Confrontations entre la Mongolie et Macao :
| Date             | Lieu                                                       | Match            | Score | Compétition                                      |
| 22 février 2003  | Hong Kong Stadium, Hong Kong                               | Macao - Mongolie | 2-0   | Coupe d'Asie de l'Est                            |
| 17 juin 2007     | Estádio Campo Desportivo, Taipa                            | Macao - Mongolie | 0-0   | Coupe d'Asie de l'Est                            |
| 13 mars 2009     | Leo Palace Resort Soccer Ground, Yona                      | Macao - Mongolie | 1-2   | Match amical                                     |
| 7 avril 2009     | Estádio Campo Desportivo, Taipa                            | Macao - Mongolie | 2-0   | Match amical                                     |
| 14 avril 2009    | MFF Football Centre, Oulan-Bator                           | Mongolie - Macao | 3-1   | Match amical                                     |
| 25 juillet 2014  | GFA Center Lower Field, Harmon                             | Macao - Mongolie | 3-2   | Match amical                                     |
| 30 juin 2016     | Guam Football Association National Training Center, Dededo | Macao - Mongolie | 2-2   | 1er tour préliminaire à la Coupe d'Asie de l'Est |
| 3 novembre 2016  | Sarawak Stadium, Kuching                                   | Macao - Mongolie | 2-1   | 1er tour (groupe B) de l'AFC Solidarity Cup 2016 |
| 2 septembre 2018 | Oulan-Bator Mongolie                                       | Mongolie - Macao | 4-1   | Match amical                                     |

En neuf confrontations, la Mongolie a remporté trois victoires, contre cinq pour Macao.
| Rang | Équipe   | Pts | J | G | N | P | Bp | Bc | Diff |
| ---- | -------- | --- | - | - | - | - | -- | -- | ---- |
| 1    | Macao    | 14  | 9 | 4 | 2 | 3 | 14 | 14 | 0    |
| 2    | Mongolie | 11  | 9 | 3 | 2 | 4 | 14 | 14 | 0    |

### Maldives
Confrontations entre la Mongolie et les Maldives :
| Date             | Lieu                                 | Match               | Score  | Compétition                              |
| 29 novembre 2003 | National Sports Stadium, Oulan-Bator | Mongolie - Maldives | 0 - 1  | Phase qualificative de la Coupe du monde |
| 3 décembre 2003  | Rasmee Dhandu Stadium, Malé          | Maldives - Mongolie | 12 - 0 | Phase qualificative de la Coupe du monde |

En deux confrontations, la Mongolie n'a pas remporté de victoire, contre deux pour les Maldives.
| Rang | Équipe   | Pts | J | G | N | P | Bp | Bc | Diff |
| ---- | -------- | --- | - | - | - | - | -- | -- | ---- |
| 1    | Maldives | 6   | 2 | 2 | 0 | 0 | 13 | 0  | +13  |
| 2    | Mongolie | 0   | 2 | 0 | 0 | 2 | 0  | 13 | -13  |

## O

### Ouzbékistan
Confrontations entre la Mongolie et l'Ouzbékistan :
| Date            | Lieu                                  | Match                  | Score  | Compétition     |
| 5 décembre 1998 | 700th Anniversary Stadium, Chiang Mai | Mongolie - Ouzbékistan | 0 - 15 | Jeux asiatiques |
| 29 février 2000 | Stade Pakhtakor Markaziy, Tachkent    | Ouzbékistan - Mongolie | 8 - 1  | Match amical    |

En deux confrontations, la Mongolie n'a pas remporté de victoire, contre deux pour l'Ouzbékistan.
| Rang | Équipe      | Pts | J | G | N | P | Bp | Bc | Diff |
| ---- | ----------- | --- | - | - | - | - | -- | -- | ---- |
| 1    | Ouzbékistan | 6   | 2 | 2 | 0 | 0 | 23 | 1  | +22  |
| 2    | Mongolie    | 0   | 2 | 0 | 0 | 2 | 1  | 23 | -22  |

## P

### Philippines
Confrontations entre la Mongolie et les Philippines :
| Date           | Lieu                             | Match                  | Score | Compétition  |
| 9 février 2011 | Panaad Stadium, Bacolod          | Philippines - Mongolie | 2 - 0 | Match amical |
| 15 mars 2011   | MFF Football Centre, Oulan-Bator | Mongolie - Philippines | 2 - 1 | Match amical |

En deux confrontations, la Mongolie n'a pas remporté de victoire, contre une pour les Philippines.
| Rang | Équipe      | Pts | J | G | N | P | Bp | Bc | Diff |
| ---- | ----------- | --- | - | - | - | - | -- | -- | ---- |
| 1    | Philippines | 3   | 2 | 1 | 0 | 1 | 3  | 2  | +1   |
| 2    | Mongolie    | 3   | 2 | 1 | 0 | 1 | 2  | 3  | -1   |

## S

### Sri Lanka
Confrontations entre la Mongolie et le Sri Lanka :
| Date            | Lieu                              | Match                | Score | Compétition                                      |
| 6 mars 2013     | Stade national du Laos, Vientiane | Sri Lanka - Mongolie | 3-0   | AFC Challenge Cup                                |
| 6 novembre 2016 | Sarawak Stadium, Kuching          | Mongolie - Sri Lanka | 2-0   | 1er tour (groupe B) de l'AFC Solidarity Cup 2016 |

En deux confrontations, les deux équipes se sont chacune imposées à une reprise.
| Rang | Équipe    | Pts | J | G | N | P | Bp | Bc | Diff |
| ---- | --------- | --- | - | - | - | - | -- | -- | ---- |
| 1    | Sri Lanka | 3   | 2 | 1 | 0 | 1 | 3  | 2  | +1   |
| 2    | Mongolie  | 3   | 2 | 1 | 0 | 1 | 2  | 3  | -1   |

## T

### Taipei chinois
Confrontations entre la Mongolie et Taipei chinois :
| Date            | Lieu                                                       | Match             | Score | Compétition                                      |
| 26 février 2003 | Hong Kong Stadium, Hong Kong                               | Taïwan - Mongolie | 4-0   | Coupe d'Asie de l'Est                            |
| 13 mars 2005    | Zhongshan Soccer Stadium, Taïpei                           | Taïwan - Mongolie | 0-0   | Coupe d'Asie de l'Est                            |
| 2 juillet 2016  | Guam Football Association National Training Center, Dededo | Mongolie - Taïwan | 0-2   | 1er tour préliminaire à la Coupe d'Asie de l'Est |
| 5 octobre 2017  | Taipei Municipal Stadium, Taïpei                           | Taïwan - Mongolie | 4-2   | Match amical                                     |

En quatre confrontations, la Mongolie n'a pas remporté de victoire, deux pour Taipei chinois.
| Rang | Équipe         | Pts | J | G | N | P | Bp | Bc | Diff |
| ---- | -------------- | --- | - | - | - | - | -- | -- | ---- |
| 1    | Taipei chinois | 10  | 4 | 3 | 1 | 0 | 10 | 2  | +8   |
| 2    | Mongolie       | 1   | 4 | 0 | 1 | 3 | 2  | 10 | -8   |

### Timor oriental
Confrontations entre la Mongolie et le Timor oriental :
| Date         | Lieu                             | Match                     | Score | Compétition                                                  |
| 12 mars 2015 | National Stadium, Dili           | Timor oriental - Mongolie | 4 - 1 | Éliminatoires de la Coupe d'Asie des nations 2019 (1er tour) |
| 17 mars 2015 | MFF Football Centre, Oulan-Bator | Mongolie - Timor oriental | 0 - 1 | Éliminatoires de la Coupe d'Asie des nations 2019 (1er tour) |

En deux confrontations, la Mongolie n'a pas remporté de victoire, contre deux pour le Timor oriental.
| Rang | Équipe         | Pts | J | G | N | P | Bp | Bc | Diff |
| ---- | -------------- | --- | - | - | - | - | -- | -- | ---- |
| 1    | Timor oriental | 6   | 2 | 2 | 0 | 0 | 5  | 1  | +4   |
| 2    | Mongolie       | 0   | 2 | 0 | 0 | 2 | 1  | 5  | -4   |

## V

### Viêt Nam
Confrontations entre la Mongolie et le Viêt Nam :
| Date            | Lieu                                    | Match               | Score | Compétition                             |
| 10 février 2001 | Prince Mohamed bin Fahd Stadium, Dammam | Mongolie - Viêt Nam | 0 - 1 | Tours préliminaires à la Coupe du monde |
| 17 février 2001 | Prince Mohamed bin Fahd Stadium, Dammam | Viêt Nam - Mongolie | 4 - 0 | Tours préliminaires à la Coupe du monde |

En deux confrontations, la Mongolie n'a pas remporté de victoire, contre deux pour le Viêt Nam.
| Rang | Équipe   | Pts | J | G | N | P | Bp | Bc | Diff |
| ---- | -------- | --- | - | - | - | - | -- | -- | ---- |
| 1    | Viêt Nam | 6   | 2 | 2 | 0 | 0 | 5  | 0  | +5   |
| 2    | Mongolie | 0   | 2 | 0 | 0 | 2 | 0  | 5  | -5   |